# رودني هادلستون
رودني هادلستون (بالإنجليزية: Rodney Huddleston)‏ هو لغوي أسترالي، ولد في 1937.